# Fruttosuria
La fruttosuria è la presenza di fruttosio nelle urine. Quantità trascurabili di fruttosio possono essere normalmente presenti nelle urine anche nel soggetto sano. 
La presenza in quantità più alte assume invece rilevanza clinica e può essere sintomo di diabete mellito grave. La fruttosuria, definita fruttosuria essenziale, è una condizione clinica benigna e rara caratterizzata dal mancato o ridotto metabolismo del fruttosio a livello epatico.